# Blurry (album de Jay Munly)
Pour les articles homonymes, voir Blurry.
Albums de Jay Munly
Munly de Dar He
(1997)
Blurry est le premier album solo de Jay Munly publié en 1996 et réédité le 27 juin 2006 chez Smooch Records.

## Titres de l'album
1. Virgin of Manhattan
2. Hang on with Eskimos
3. Baptists and Barbiturates
4. Tonto
5. Too Fat to Walk
6. Kidneys Running Dry
7. Once Again
8. Stupid Is Forever
9. Heater
10. No Dead Fuel
11. Karp